# Jan Weiss

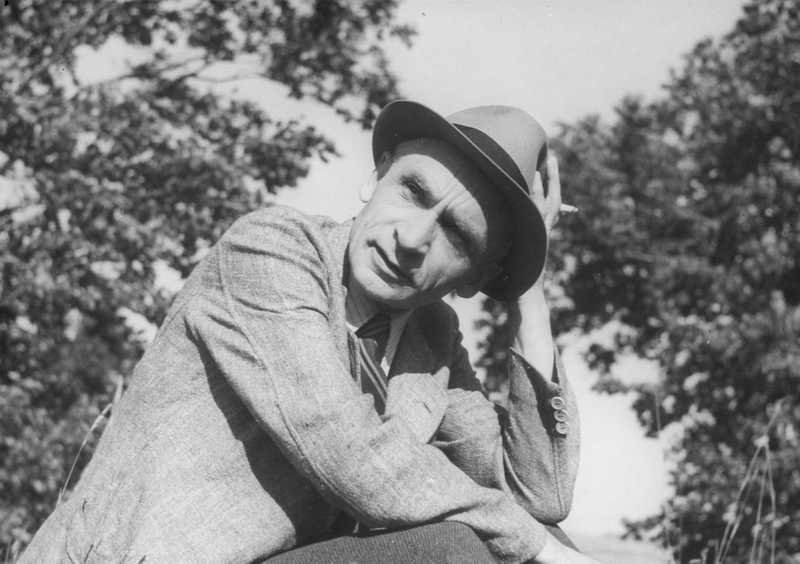
Jan Weiss, ca. 1942

Jan Weiss (* 10. Mai 1892 in Jilemnice; † 7. März 1972 in Prag) war ein tschechischer Schriftsteller und wird zu den eigenwilligsten und markantesten Vertretern der tschechischen Literatur gezählt.

## Leben
Er war von 1920 bis 1947 Ministerialbeamter, während der deutschen Okkupation hatte man ihn vom Dienst suspendiert. Seine Erlebnisse während des Ersten Weltkrieges an der italienischen und russischen Front musste er erst für sich selbst verarbeiten, bevor er als 35-Jähriger sein literarisches Debüt erleben konnte. 1927 erschienen fast zeitgleich die Erzählbände Die Baracke des Todes, Der verspätete Spiegel, sowie die Humoreske Das Phantom des Lachens. Sein bekanntestes Werk erschien 1929: Das Haus mit den tausend Stockwerken, ein Roman mit der warnenden Vision einer perfektionierten technokratischen Welt, in der die Menschen unter einer raffinierten, machthungrigen Diktatur zu leiden haben. Es erschien 1977 in deutscher Übersetzung in der DDR.
1957 wurde Jan Weiss mit dem Titel Verdienter Künstler der Tschechoslowakei geehrt. Seit Ende der 1950er Jahre wandte er sich mehr dem Science-Fiction-Genre zu.

## Bibliografie
Romane
- Fantóm smíchu (1927)
- Dům o tisíci patrech (1929)
  - Deutsch: Das Haus mit den tausend Stockwerken. Übersetzung und Nachwort von Günter Müller. List, Leipzig 1977. Auch: Kiepenheuer, 1987, ISBN 3-378-00128-3. Auch als: Suhrkamp Phantastische Bibliothek #235, 1989, ISBN 3-518-38144-X.
- Škola zločinu (1931, auch als Zázračné ruce, 1943)
- Mlčeti zlato (1933)
- Spáč ve zvěrokruhu Praha (1937)
- Přišel z hor (1941)
- Volání o pomoc (1946)
- Meteor strýce Žulijána (1947)
  - Deutsch: Der rätselhafte Meteor. kap-Reihe #102. Verlag Kultur und Fortschritt, Berlin 1970.

Erzählungsbände
- Zrcadlo, které se opožďuje (1927)
- Barák smrti (1927)
- Bláznivý regiment (1930)
- Nosič nábytku (1941)
- Povídky o lásce a nenávisti (1944)
- Příběhy staré i nové (1954)
- Lojzka (1956)
- Země vnuků (1957)
- Družice a hvězdoplavci (1960)
- Bianka Braselli, dáma se dvěma hlavami (1961)
- Hádání o budoucím (1963)
- Zrcadlo, které se opožďuje (1964)
- Bláznivý regiment (1979)
- Lidé ve zvěrokruhu (1980)
- Fantóm smíchu a jiné grotesky (1986)

## Verfilmungen
- 1968: Die süße Zeit mit Kaligmadora (Drehbuch: Leopold Lahola)